# Mafia, Pizza, Razzia
Mafia, Pizza, Razzia ist ein Kurzspielfilm des Filmregisseurs Peter Thorwarth aus dem Jahr 1997.

## Handlung
Nachts irgendwo im Ruhrgebiet: Ein Pizzabäcker gibt dem lustlosen Fahrer den Auftrag, Pizza auszuliefern. Dieser möchte lieber den Geburtstag seiner Freundin feiern. Die Bestellung wurde von zwei Polizisten aufgegeben, die ein Bordell überwachen. Dort halten deutsche und russische Gangster einen weiteren Polizisten gefangen. Der Gefangene versucht über ein Funkgerät Hilfe zu holen, indem er SOS morst. Allerdings ist das Funkgerät der beiden Kollegen defekt.
Die Gangster erwarten einen Drogendeal. Die Polizisten planen derweil einen Coup, indem sie selbst das Drogengeld der observierten Gangster nehmen und sich anschließend absetzen wollen. Der Drogendeal geht schief, da der Dealer von einem orientalischen Gangster ermordet wird. Als der Pizzabote im Bordell eintrifft, kommt es dort zwischen den Gangstern, dem dazugekommenen orientalischen Gangster und den beiden Polizisten zu einem Mexican Standoff. Die Szenerie endet in einem Blutbad. Die überlebenden Polizisten töten aus Versehen ihren gefesselten Kollegen. Der Pizzabote sieht seine Chance und verschwindet unerkannt mit dem Geld. Im Abspann sieht man ihn mit seiner Freundin im Urlaub.

## Vertrieb
Der Kurzfilm lief im Kino als Vorfilm für den Horrorfilm Sieben Monde mit Jan Josef Liefers. Als Easter Egg ist er auf der Bang-Boom-Bang-DVD erhältlich.

## Weiteres
- Etliche Schauspieler spielen später in Thorwarths Filmen Bang Boom Bang und Was nicht passt, wird passend gemacht mit.
- Der Ort der Handlung wird nicht ausdrücklich genannt, das Nummernschild der Polizisten ist jedoch ein Dortmunder Kennzeichen und der Dortmunder Borsigplatz wird erwähnt.